# Индустриальная (станция метро, Харьков)
«Индустриа́льная» (укр. Індустріальна,  (слушать)о файле, до 17 мая 2016 года — «Пролетарская») — станция Харьковского метрополитена, конечная восточного радиуса Холодногорско-Заводской линии. Имеет колонный тип. Пущена в эксплуатацию 11 августа 1978 года. Самая восточная станция метро Украины.

## Описание
Станция «Индустриальная» — конечный пункт второй очереди Холодногорско-Заводской линии Харьковского метрополитена, за станцией расположены 4 тупика для оборота и отстоя составов. В конструкции этого станционного комплекса много общего со станцией «Проспект Гагарина», с тем различием, что здесь преобладают красноватые и золотистые тона.
Слегка расширяющиеся кверху колонны отделаны розовым мрамором «Буровщина» Иркутского месторождения. Этот же мрамор использован для отделки цоколей путевых стен и вертикальных вставок, на которых укреплены изображения серпа и молота, выполненные из латунного литья. Путевые стены облицованы светло-серым мрамором Саяно-Шушенского месторождения, стены вестибюлей — белым мрамором «Коелга». Интересный геометрический рисунок пола набран из плит лабрадорита и красного гранита. Станционный зал освещён люминесцентными светильниками, расположенными между рёбрами плит перекрытия.
Оформление станции включает две тематические декоративно-художественные композиции из керамики, установленные на торцах перекрытия над лестницами. Правда, западный вестибюль станции, ведущий к заводам ДСК-1 и 8-й ГПЗ был закрыт в середине 1990-х годов в связи с низким пассажиропотоком. С 16 марта 2009 года этот вестибюль был вновь открыт.
Восточный вестибюль соединен с длиннейшим в Харькове подземным переходом. Выходы из него ведут к заводу «Электротяжмаш», трамвайной линии, к автостанции «Заводская», железнодорожной станции «Лосево-2». Троллейбусные и автобусные маршруты подвозят к станции жителей Роганского и Восточного жилмассивов. Таким образом, станция является одним из крупнейших транспортных узлов Харькова.

## Галерея
- Бывший элемент оформления стены станции метро Индустриальная — Серп и молот.